# Ковальово (Ленінградська область)
Ковальово (рос. Ковалёво) — селище у Всеволожському районі Ленінградської області Російської Федерації.
Населення становить 202 особи. Належить до муніципального утворення Всеволожське міське поселення.

## Історія
Від 1 серпня 1927 року належить до Ленінградської області.

## Населення
| 2007 | 2010 | 2017 |
| ---- | ---- | ---- |
| 224  | ↗272 | ↘202 |